# イスラム国家
イスラム国家（イスラムこっか、アラビア語: الدولة الإسلامية 、英語: islamic state）とは、イスラームによって統治される国家。すなわち唯一全能の神（アッラーフ）が預言者ムハンマドに下した神勅たるクルアーン、預言者の言行録たるハディース、そしてそれらを基礎として成立したイスラーム法（シャリーア）に基づきムスリムの指導者が統治を行い、ムスリムの同胞としての緊密な結合とすべての政治や社会秩序は、イスラームに基づくという理念によりアッラーフの祝福が、永久に約束されるとする国家のこと。
従って、ムスリム（イスラム教徒）が多数を占める「イスラム教国」であっても、トルコ共和国・インドネシア・マレーシアの様に、世俗主義を標榜し、シャリーアを廃止している国家は、イスラム国家とは言われない。

## カリフ制とイスラム国家
古い時代については、イスラム国家という語は、預言者ムハンマド以後のカリフ制の国家（ウンマ、イスラム帝国）を指す。ウマイヤ朝以降、イスラム帝国は次第に分裂して実質上単一のイスラム国家ではなくなっていき、モンゴル族によるアッバース朝の滅亡により完全に消滅した。その後は、スンナ派では、やがて興隆したオスマン帝国が、マムルーク朝を滅ぼしてマッカ（メッカ）、マディーナ（メディナ）を征服すると、イスラム国家の中心と認められるようになった。オスマン帝国は衰退してくるとカリフ制を標榜してくるようになったので、一時期は再びカリフ制への待望が高まるようになったが、トルコ共和国が1924年にオスマン家のカリフを廃止して以来、下火となりつつある。

## シーア派とイスラム国家
シーア派においては伝統的にイマームを指導者とするイスラム国家が理想とされてきた。1979年のイラン革命が成功するにあたって、イスラム法学者がイマームに代わってイスラム国家を指導することができるとする理論が確立され、イランはイスラム国家・イスラム共和国と称するようになった。なお、現在のイランの最高指導者は予言者ムハンマドの血を引く人物で、これはシーア派の国家およびイスラム教圏をムハンマドの地を引く人物が支配すべきという考えに基づくものであり、今でもイランの認識はエルサレムをイスラエルなどという異教徒国家に盗られたというものである。大統領がイランには存在するが、依然として権力が高いのは最高指導者である。
他のシーア派国家には大統領がシーア派を信仰するシリアがある。ただしシリアの大統領はムハンマドの血を引くわけではないので、そのことに対する怒りがシリア内戦の一因へと繋がったのではないかとも考えられる。

## 現代イスラーム主義とイスラム国家
多くのスンナ派が多数を占める国家では、イスラム教を国教とし、シャリーアを法として施行している国家が少なくないが、国家運営面では一定程度穏健かつ世俗的な政権となっていることが多い。故に完全なイスラーム国家ではない。現代のイスラーム主義（いわゆるイスラム原理主義）の急進主義者たちは、イスラム国家建設を唱えて、このような政権に脅威を与えている。

## イスラーム国家の概要
イスラーム国家は支配者の定義する『イスラーム的価値観』への絶対的服従を要求するイデオロギー国家である。この国家においては『イスラームの良き価値観』が国家の理想を示すプロパガンダである。よってイスラーム国家に於いてはシャリーアが国法でありクルアーンが憲法である。
一方、ムスリムにとっては、『イスラームの良き価値観』とそれに基づく規律によって社会が統制されるため、少なくとも目指すべき体制としてはユートピアとなる。
しかし、仮にイスラーム国家が樹立されたとしても、他のユートピアを唱える政治思想同様、新生政府が現実の諸問題を解決できるとは限らず、ムスリムのイスラーム国家への期待（例えば貧富の格差の解消）はしばしば裏切られる。更には、支配者の定義する『イスラーム的価値観』に賛同できない場合、ムスリムでも容易に『背教者』、『カーフィル』として断罪されうる。背教であると認定された場合、当該人物はシャリーアの定めるところにより処刑される。同性愛者および婚外性交渉を行った人物に対しても、非ムスリム・ムスリムを問わずシャリーアの定めるところにより処刑が行われる。
また、『イスラーム的価値観』によって国家を運営することを建前としておきながら、実際には国家運営の都合によって『イスラーム的価値観』が体制側に都合の良いものに変貌していくことも起こりうる。